# رباط طرق
رباط طرق مربوط به دوره صفوی است و در مشهد، ناحیه طرق واقع شده و این اثر در تاریخ ۲۵ شهریور ۱۳۶۳ با شمارهٔ ثبت ۱۶۳۶ به‌عنوان یکی از آثار ملی ایران به ثبت رسیده است.
این رباط دو ایوانی در ابتدای جاده مشهد - نیشابور قرار دارد و شامل دو کاروانسرا متعلق به عهد صفویه و قاجار می‌باشد اهمیت این رباط از آن جهت است که عموماً به عنوان آخرین منزل شهر مشهد، محل وداع یا استقبال محسوب می‌شده است.